# Shruti box

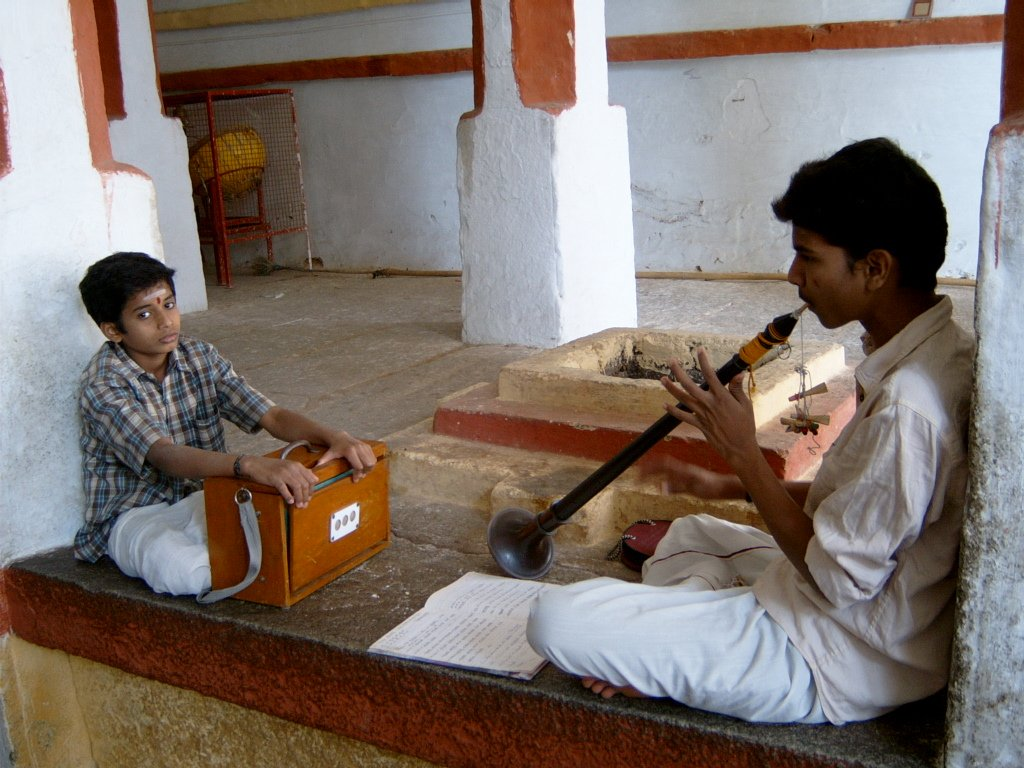
Shruti box e nadaswaram

O Shruti box (ou Caixa Sruti) é um pequeno instrumento de madeira que tradicionalmente funciona em um sistema de fole . É semelhante a um harmonium e é usado para fornecer um zangão em uma sessão prática ou concerto de música clássica indiana. Ele é usado como acompanhamento de outros instrumentos, nomeadamente a flauta. Use a caixa de shruti ampliou com as influências transculturais de música do mundo e música new age para fornecer um drone para muitos outros instrumentos, bem como vocalistas.
Botões ajustáveis permitem controlar a afinação. Hoje em dia, caixas eletrônicos Shruti são comumente usados, que são chamados de shruti petti em Tamil e Telugu e peti sur em Hindi.

## História
Antes da chegada do harmônio na Índia, músicos usado tanto um tambura ou um específico campo de instrumento de referência, como o Nadaswaram, para produzir o drone. Algumas formas de música, como Yakshagana usou o pungi harmônica como drone. Após o harmônio bomba Ocidental pequeno tornou-se popular, os músicos modificar o harmônio para produzir automaticamente a afinação de referência. Normalmente, seria abrir a tampa e ajustar a parada do harmônio para produzir um drone.
Mais tarde, uma versão keyless do harmônio foi inventado para o fim específico de produzir o som drone. Foi dado o nome shruti caixa ou caixa sruti. Estes instrumentos tiveram controles na parte superior ou no lado da caixa para o controlo do pez.
A caixa shruti está desfrutando um renascimento no Ocidente entre os músicos tradicionais e contemporâneos que estão usando isso para uma variedade de estilos diferentes. No início dos anos noventa tradicional irlandesa cantor Noirin Ní Riain trouxe a caixa shruti à Irlanda, dando-lhe um lugar de menor importância na música tradicional irlandesa. Mais recentemente escocês popular artista Polwart Karine tem defendido o instrumento, usando-o em algumas das suas canções. Cantores que é muito útil como um acompanhamento e instrumentistas apreciar a referência zangão dá para tocar.
Ver também
Eletrônico tanpura
Sruti upanga, uma gaita de foles Tamil usado para fornecer um drone 